# Bocaiúva do Sul
Bocaiúva do Sul ist ein brasilianisches Munizip im Südosten des Bundesstaats Paraná. Es hat 13.299 Einwohner (2022), die sich Bocaiuvenser nennen. Seine Fläche beträgt 826 km². Es liegt 981 Meter über dem Meeresspiegel.

## Etymologie
Der Ortsname wurde 1890 nach der Ausrufung der Republik angenommen und ist eine Hommage an den damaligen Außenminister der provisorischen Regierung Brasiliens, Quintino Bocaiúva. Zeitweilig trug der Ort andere Namen: 
bis 1890: Arraial Queimado
1890: Bocaiúva
1943: Imbuial 
1947: Bocaiúva do Sul.

## Geschichte

### Besiedlung
Als die Campos von Curitiba erkundet wurden, gab es bereits einen Ort namens Arraial Queimado, wo sich heute das Munizip Bocaiúva do Sul befindet. Man sagt, dass dieser Name von einem Feuer herrührte, das die ursprüngliche Siedlung zerstörte, in der vermutlich ausschließlich Bergleute lebten.
Nach der Katastrophe wurde der Ort nach und nach verlassen. Erst viele Jahre später begann die Wiederbesiedlung des Gebiets mit der Niederlassung der Familie von Manoel José Cardoso. Es folgten Manoel José de Aleluia, Manoel João dos Santos, João Antônio dos Santos Souza, Antônio Joaquim dos Santos und Joaquim Antônio dos Santos, die landwirtschaftliche Betriebe aufbauten und wirksam zur Entwicklung der Siedlung beitrugen.
Die Siedlung wurde 1870 zur Pfarrei und 1871 zur Vila erhoben. Der Rang eines Munizips wurde dem Ort 1932 aberkannt, was aber zwei Jahre später revidiert wurde.

### Erhebung zum Munizip
Der Ort wurde unter dem Namen Arraial Queimado erstmals 1871 zum Munizip erhoben. Das wurde 1875 rückgängig gemacht, am 7. Januar 1877 wurde es zum zweiten Mal als Munizip installiert. 
Per Dekret verlor es 1932 erneut den Rang eines Munizips und wurde dem Munizip Capivari unterstellt. Bocaiúva do Sul wurde durch das Dekret Nr. 705 vom 14. März 1934 wieder aus Capivari ausgegliedert und in den Rang eines Munizips erhoben. Es wurde am 30. März 1934 als Munizip installiert.

## Geografie

### Fläche und Lage
Bocaiúva do Sul liegt auf dem Primeiro Planalto Paranaense (der Ersten oder Curitiba-Hochebene von Paraná). Seine Fläche beträgt 826 km². Es liegt auf einer Höhe von 981 Metern.

### Vegetation
Das Biom von Bocaiúva do Sul ist Mata Atlântica.

### Klima
Das Klima ist gemäßigt warm. Es werden hohe Niederschlagsmengen verzeichnet (2140 mm pro Jahr). Im Jahresdurchschnitt liegt die Temperatur bei 17,6 °C. Die Klimaklassifikation nach Köppen und Geiger lautet Cfb.

### Gewässer
Bocaiúva do Sul liegt im Einzugsgebiet des Rio Ribeira. Zu ihm fließt entlang der südlichen Grenze des Munizips der Rio Capivari. Er mündet im Nordosten in den rechten Ribeira-Nebenfluss Rio Pardo, der das Munizip im Osten begrenzt.

### Straßen
Bocaiúva do Sul liegt an der BR-476, die das Munizip von Curitiba im Süden bis Adrianópolis an der Staatsgrenze im Norden durchquert.

### Nachbarmunizipien
|                   | Tunas do Paraná und Adrianópolis            | Barra do Turvo (SP)   |
| Rio Branco do Sul | Kompassrose, die auf Nachbargemeinden zeigt |                       |
| Colombo           |                                             | Campina Grande do Sul |

## Stadtverwaltung
Bürgermeister: Antonio Luiz Gusso, PDT (2021–2024)
Vizebürgermeister: Otávio Maurílio, PSL (2021–2024)

## Demografie

### Bevölkerungsentwicklung
| Jahr | Einwohner | Stadt    | Land    |
| ---- | --------- | -------- | ------- |
| 1872 | 4.656     | 98 % (1) | 2 % (2) |
| 1900 | 3.764     |          |         |
| 1920 | 11.524    |          |         |
| 1940 | 17.950    | 3 %      | 97 %    |
| 1950 | 20.490    | 7 %      | 93 %    |
| 1960 | 18.346    | 11 %     | 89 %    |
| 1970 | 10.697    | 14 %     | 86 %    |
| 1980 | 12.115    | 19 %     | 81 %    |
| 1991 | 10.657    | 30 %     | 70 %    |
| 2000 | 9.050     | 39 %     | 61 %    |
| 2010 | 10.987    | 47 %     | 53 %    |
| 2022 | 13.299    |          |         |

(1) Freie (2) Sklaven
Quelle: IBGE (2011) und Volkszählung 2022

### Ethnische Zusammensetzung
| Gruppe * | 1991    | 2000    | 2010    | wer sich als …                                                                   |
| --- | ------- | ------- | ------- | -------------------------------------------------------------------------------- |
| Weiße | 91,3 %  | 85,9 %  | 69,1 %  | weiß bezeichnet                                                                  |
| Schwarze | 1,4 %   | 2,3 %   | 3,2 %   | schwarz bezeichnet                                                               |
| Gelbe | 0,0 %   | 0,3 %   | 0,3 %   | von fernöstlicher Herkunft wie japanisch, chinesisch, koreanisch etc. bezeichnet |
| Braune | 7,2 %   | 11,2 %  | 26,9 %  | braun oder als Mischung aus mehreren Gruppen bezeichnet                          |
| Indigene | 0,0 %   | 0,1 %   | 0,5 %   | Ureinwohner oder Indio bezeichnet                                                |
| ohne Angabe | 0,1 %   | 0,3 %   | 0,0 %   |                                                                                  |
| Gesamt | 100,0 % | 100,0 % | 100,0 % |                                                                                  |
| *) Das IBGE verwendet für Volkszählungen ausschließlich diese fünf Gruppen. Es verzichtet bewusst auf Erläuterungen. Die Zugehörigkeit wird vom Einwohner selbst festgelegt. |         |         |         |                                                                                  |

Quelle: IBGE (Stand: 1991, 2000 und 2010)

## Wirtschaft

### Kennzahlen
Mit einem Bruttoinlandsprodukt pro Einwohner von 15.514,08 R$ (rund 3.400 €) lag Bocaiúva do Sul 2019 an 391. Stelle der 399 Munizipien Paranás.
Sein mittelhoher Index der menschlichen Entwicklung von 0,640 (2010) setzte es auf den 369. Platz der paranaischen Munizipien.